# 마르코 (배우)
마르코(1977년 7월 12일 ~ )는 대한민국에서 활동하는 배우이자, 모델이며, 본명은 마르코스 벤하민 리(스페인어: Marcos Benjamin Lee)이다. 아르헨티나 국적은 포기가 불가능하지만 2011년 대한민국 국적법 개정으로 2018년 대한민국 귀화를 할 수 있게 되었다. 한국 내에서 외국 국적을 행사하지 않겠다는 서약을 하고 합법적으로 이중국적을 허용받았다.

## 가족
마르코는 부모가아르헨티나로 이주한 교포 2세로 2남1녀 중 둘째로 어머니는 아르헨티나 여동생은 미국에서 살고 있는 반면, 형과 둘이 한국으로 이주했다. 형의 이름은 이삭이고 현재 아르헨티나에서 살고있다.
2011년에 프로골퍼 안시현과 결혼했으나, 2013년 이혼하였다. 슬하에 딸이 있다.

## 주요 출연작

### 영화
- 히트(2011년) - 순남 역
- 스토리 오브 와인 (2008년) - 혁준 역
- 어깨너머의 연인(2007년) - 본인 역
- 좋은 사람 있으면 소개시켜 줘 (2002년) - 지나가는 사람 역
- 일단 뛰어(2002년) - 제임스 역

### 텔레비전 드라마
- 《코끼리》
- 《에어시티》 (MBC)
- 《온리 유》 (SBS)
- 《사랑해 울지마》 (MBC) - 파블로 역
- 《드림》 (SBS) - 이종격투기 선수 역
- 《추노》 (KBS2) - 양반 역
- 《괜찮아, 아빠딸》 (SBS) - 마르코 역
- 《브레인》 (KBS2) - 수영장 손님 역
- 《헤어쇼》 (KBS2) - 조단 역

### M/V
- 애프터스쿨 "AH" M/V
- 숙희 "One love" M/V

### 인터넷 드라마
- [내방네방] 402호이야기

### 텔레비전 광고
- 다날5857
- 코카콜라음료
- LG 싸이언
- 현대카드
- 던킨도너츠
- SK텔레콤
- SK네트웍스
- 로제화장품
- 후지필름
- 삼보컴퓨터
- 소니 바이오 노트북
- 유라 커피메이커
- 부방 리홈
- 스타우트

### 버라이어티
- 우리결혼했어요
- 천하무적 야구단
- 반지의제왕
- 일요일 일요일 밤에 - 단비
- 순위 정하는 여자
- 가족이 필요해 시즌4
- 출발드림팀 시즌 2
- 마초들의 변신 - 와우맨
- 쉘라쉘라 영어로 쿠킹
- 맨즈헬스 프로젝트 - 절대남자
- 여우의 집사
- 환상의 커플
- 생존왕
- 코이카의 꿈
- 기발한 세계여행 지금 바로
- 히어로는 슈트를 입는다
- 다이아몬드 걸

## 수상
- 2008년 MBC 연예대상 특별상 베스트 브랜드상